# 維多夫羅鎮

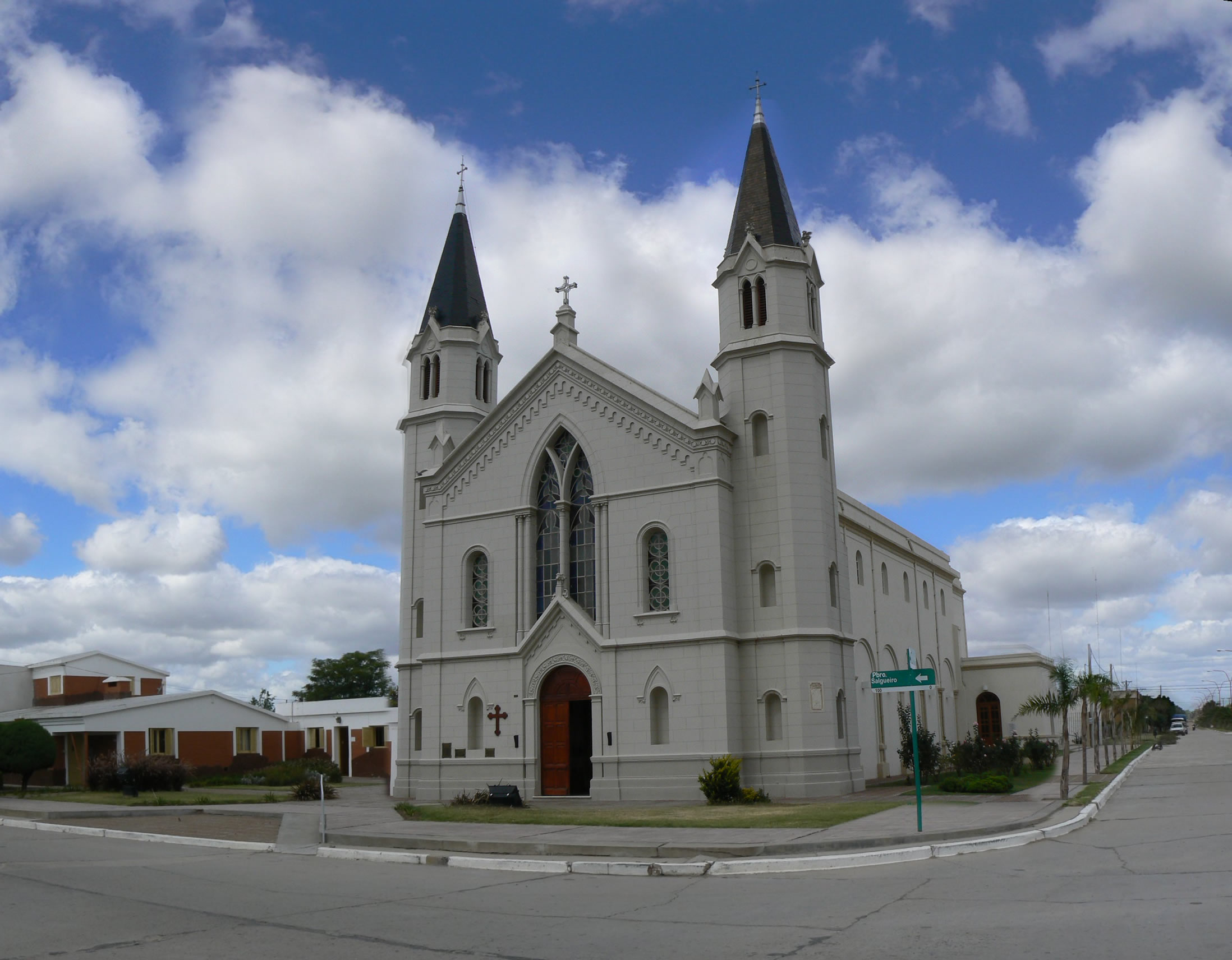
維多夫羅鎮

34°50′S 64°35′W / 34.833°S 64.583°W
維多夫羅鎮（西班牙語：Villa Huidobro），是阿根廷的城鎮，位於該國中部科爾多瓦省，是羅卡將軍縣的首府，距離科爾多瓦380公里，始建於1907年，海拔高度202米，2001年人口5,155。